# Martyna Trajdos
Martyna Trajdos (Bełchatów, 5 aprile 1989) è una judoka tedesca di origini polacche.

## Palmarès
- Mondiali

Tokyo 2019: bronzo nei 63 kg.
- Giochi europei

Baku 2015: oro nei 63 kg e argento nella gara a squadre.
- Europei

Budapest 2013: bronzo nella gara a squadre.
Montpellier 2014: argento nella gara a squadre.
Varsavia 2017: bronzo nella gara a squadre.
Tel Aviv 2018: bronzo nei 63 kg.
Praga 2020: bronzo nei 63 kg.
- Europei Under-23

Sarajevo 2010: bronzo nei 63 kg.
Tjumen' 2011: bronzo nei 63 kg.

### Vittorie nel circuito IJF
| Data            | Località     | Paese    | Categoria  |
| --------------- | ------------ | -------- | ---------- |
| 31 ottobre 2013 | Tsingtao     | Cina     | Grand Prix |
| 5 dicembre 2015 | Tokyo        | Giappone | Grand Slam |
| 20 maggio 2017  | Ekaterinburg | Russia   | Grand Slam |
| 25 maggio 2019  | Hohhot       | Cina     | Grand Prix |